# Long Run
「Long Run」（ロング・ラン）は、1988年11月21日に発売された鈴木雅之の5作目のシングル。

## 解説
表題曲はアルバム未収録。カップリングはアルバム『Radio Days』からのリカット。

## 収録曲
編曲：佐藤博
1. Long Run
  - 作詞：神沢礼江　作曲：安部恭弘
2. 雨に願いを
  - 作詞：直枝政太郎　作曲：松尾清憲